# Oum Ali
Pour le dessert égyptien, voir Oum Ali (dessert).
Oum Ali est une commune de la wilaya de Tébessa en Algérie.

## Géographie
Oum Ali est une ville frontière avec la Tunisie située à moins de 200 mètres.